# La via delle stelle (Robert A. Heinlein)
La via delle stelle (Tunnel in the Sky) è un romanzo di fantascienza per ragazzi dello scrittore statunitense Robert A. Heinlein.
Scritto nel dicembre 1954 è stato pubblicato nel 1955 dalla casa editrice Charles Scribner's Sons nella serie di romanzi per ragazzi.
La traduzione italiana di Ugo Malaguti è stata pubblicata nel 1971 dalla Libra Editrice nella collana Slan. Il meglio della fantascienza.
La storia descrive un gruppo di studenti inviati su un pianeta disabitato per affrontare un test di sopravvivenza, che presto si rendono conto di essere bloccati lì. I temi dell'opera includono le difficoltà della crescita e la natura dell'uomo come animale sociale.

## Trama
La Terra è vicina ad una catastrofe malthusiana, che viene però scongiurata grazie all'invenzione di una forma di teletrasporto interstellare, chiamato "Salto di Ramsbotham", che permette di inviare la popolazione in eccesso sulla Terra alla volta di altri pianeti per colonizzarli. Tuttavia, i costi di funzionamento del dispositivo sono così alti da far sì che le colonie restino isolate dalla Terra fino a che non possano produrre qualcosa per giustificare scambi bilaterali fra la colonia e la madrepatria. Poiché la tecnologia moderna richiede una infrastruttura di supporto, metodi più primitivi sono impiegati per integrarla - per esempio, i cavalli invece dei trattori.
Rod Walker è uno studente liceale che sogna di diventare un colono professionale. La prova finale del suo corso di Sopravvivenza Avanzata consiste nel rimanere in vita su un pianeta sconosciuto per un lasso di tempo compreso fra due e dieci giorni. Gli studenti possono allearsi fra loro e dotarsi di qualsiasi attrezzatura che possano portare con sé, ma a parte ciò sono lasciati completamente soli. Le uniche informazioni che ricevono indicano che le sfide che dovranno affrontare non sono né insormontabili né irragionevoli. Il giorno di test, ogni studente attraversa il portale Ramsbotham e si ritrova isolato in uno strano pianeta, anche se abbastanza vicino al punto di prelievo. Rod, su consiglio di sua sorella maggiore, porta con sé coltelli da caccia e attrezzi di base per la sopravvivenza al posto di armi ad alta tecnologia, per il fatto che queste ultime lo potrebbero portare a sentirsi troppo sicuro di sé. L'ultimo consiglio che gli studenti ricevono è quello di "stare attenti allo stobor."
Rod arriva sul pianeta, ed il secondo giorno cade nell'imboscata di un ladro e perde i sensi. Quando si risveglia, scopre che l'unica cosa che gli è rimasta è un coltello da caccia che aveva nascosto sotto una fasciatura. Nella sua disperata lotta per la sopravvivenza, spende tutte le energie mentali per sopravvivere e perde la cognizione del tempo, ma tutto cambia quando si allea con Jacqueline "Jack" Daudet, una studentessa di un'altra classe che egli inizialmente scambia per un maschio. La ragazza gli dice che sono trascorsi più di dieci giorni e non hanno ancora ricevuto contatto dalla Terra, e quindi si rende conto che essi sono bloccati lì sul pianeta.
Consapevoli di essere bloccati sul pianeta, iniziano a reclutare altri studenti per prepararsi all'isolamento nel lungo periodo, e Rod diventa il leader de facto di una comunità che cresce infine a circa 75 persone. A Rod tuttavia non piacciono la politica e l'amministrazione, ed è quindi felice di avere con sé Grant Cowper, uno studente universitario più vecchio e uomo politico nato, che viene eletto sindaco della comunità. Tuttavia Grant dimostra di essere molto più bravo a parlare che a fare le cose, ma nonostante il disaccordo con molte delle politiche di Grant, Rod lo sostiene. Rod avvisa Grant che stanno vivendo in una posizione estremamente difficile da difendere e che invece dovrebbero trasferirsi in un sistema di grotte che egli ha trovato, ma il giovane lo ignora. Quando una specie prima ritenuta innocua improvvisamente cambia il suo comportamento e fugge precipitosamente attraverso il loro campo, l'insediamento è devastato e Grant viene ucciso. Rod è quindi rimesso a capo del gruppo,
Heinlein segue lo sviluppo sociale di questa comunità di ragazzi occidentali istruiti ma privi di tecnologia, e del suo brusco scioglimento quando il contatto con la Terra viene ristabilito. Dopo quasi due anni di isolamento, lo shock culturale vissuto dai superstiti evidenzia per loro e per il lettore il dolore e l'incertezza di diventare un adulto, invertendo di colpo il processo: ognuno degli studenti improvvisamente da essere un membro auto-responsabile di una comunità autonoma torna a essere considerato come un ragazzo.
Tutti gli studenti tornano volentieri a casa, tranne Rod, che ha grande difficoltà a ritornare dallo status di capo di uno stato piccolo, ma comunque sovrano, a quello di un adolescente minimamente considerato dai soccorritori adulti. Tuttavia, il suo maestro (che frattanto è diventato suo cognato) e sua sorella lo convincono a cambiare idea. Il suo insegnante informa anche Rod che il suo monito di stare attenti allo "stobor" ("robots" scritto al contrario) era solo un modo per personalizzare i pericoli di un pianeta sconosciuto - di instillare la paura e la prudenza negli studenti.
Rod, dopo alcuni anni, riesce finalmente a coronare il suo sogno; nel finale del romanzo lo si trova mentre si prepara a condurre una colonizzazione formale su un altro pianeta.

## Temi
Come ne Il signore delle mosche, pubblicato un anno prima, l'isolamento rivela la vera natura degli studenti come individui, ma dimostra anche alcune delle costanti dell'esistenza umana come animale sociale. I temi di fondo del romanzo sono tuttavia in contraddizione con quelli de Il signore delle mosche, in quanto mostrano una fede nella forza intrinseca degli esseri umani come proto-adulti che possono auto-organizzarsi, piuttosto che discendere nella barbarie. Alcuni degli studenti sono vittime della loro stoltezza e altri si rivelano teppisti, ma tutto ciò è parte della natura umana, così come le contro-tendenze che portano il gruppo nel suo complesso verso gli inizi di una società stabile. Le numerose crisi politiche della neonata colonia illustrano la necessità di legittimazione di un adeguato governo da parte della società che amministra, un altro tema comune nei libri di Heinlein. Sia la sua romanticizzazione del pioniere e la glorificazione dell'Homo sapiens come il giocatore più duro nel gioco darwiniano, presagisce temi sviluppati ulteriormente in libri come Lazarus Long l'immortale e Starship Troopers. Inusuale per la fantascienza di quel tempo, ma abbastanza tipico delle opere di Heinlein, il romanzo ritrae alcuni personaggi femminili competenti e intelligenti.

### Edizioni
(elenco parziale)
- Robert A. Heinlein, La via delle stelle, collana Slan. Il Meglio della Fantascienza, traduzione di Ugo Malaguti, n. 8, Libra Editrice, 1971.

### Fonti critiche
- (EN) James Daniel Gifford, The New Heinlein Opus List, in Robert A. Heinlein: A Reader's Companion (PDF), Nitrosyncretic Press, 2000, ISBN 978-0-9679874-1-5. URL consultato il 12 ottobre 2015.